# Sauris stictifascia
Sauris stictifascia är en fjärilsart som beskrevs av Louis Beethoven Prout 1958. Sauris stictifascia ingår i släktet Sauris och familjen mätare. Inga underarter finns listade.